# Contagem de cartas

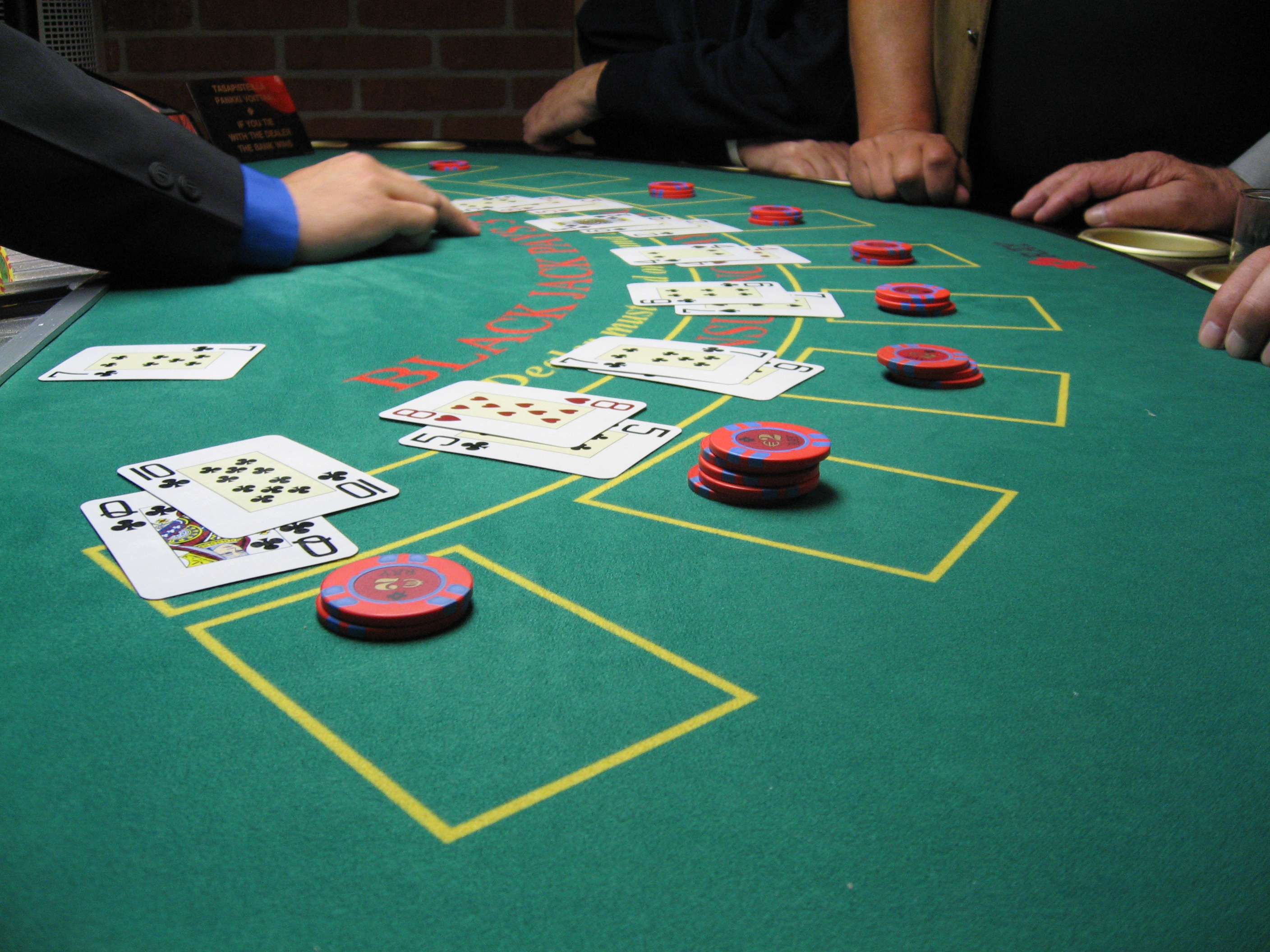
Jogo de '21' em ação

Contagem de cartas é uma estratégia utilizada para que o jogador de 21 estime a proporção de cartas altas e baixas a serem colocadas em jogo.

## Sistemas de contagem[1]
| Card Strategy   | 2 | 3 | 4 | 5 | 6 | 7 | 8 | 9  | 10 | J  | Q  | K  | A  |
| --------------- | - | - | - | - | - | - | - | -- | -- | -- | -- | -- | -- |
| Wizard Ace/Five | 0 | 0 | 0 | 1 | 0 | 0 | 0 | 0  | 0  | 0  | 2  | 0  | −1 |
| KO              | 1 | 1 | 1 | 1 | 1 | 1 | 0 | 0  | −1 | −1 | −1 | −1 | −1 |
| Hi-Lo           | 1 | 1 | 1 | 1 | 1 | 0 | 0 | 0  | −1 | −1 | −1 | −1 | −1 |
| Hi-Opt I        | 0 | 1 | 1 | 1 | 1 | 0 | 0 | 0  | −1 | −1 | −1 | −1 | 0  |
| Hi-opt II       | 1 | 1 | 2 | 2 | 1 | 1 | 0 | 0  | −2 | −2 | −2 | −2 | 0  |
| Zen Count       | 1 | 1 | 2 | 2 | 2 | 1 | 0 | 0  | −2 | −2 | −2 | −2 | −1 |
| Omega II        | 1 | 1 | 2 | 2 | 2 | 1 | 0 | −1 | −2 | −2 | −2 | −2 | 0  |

## Contagem de cartas na mídia
- Livro Bringing Down The House, escrito por Ben Mezrich.
- Filme 21 (filme) ("Quebrando a Banca", no Brasil), inspirado em uma história real.
- Filme canadense The Last Casino.
- Filme norte-americano Rain Man.
- Filme norte-americano The Hangover ("Se Beber Não Case - Parte 1", no Brasil)